# Юсово (Кировская область)
Юсово — деревня в Фалёнском районе Кировской области. 

## География
Находится на левобережье реки Чепца на расстоянии примерно 5 километров по прямой на восток-юго-восток от районного центра поселка Фалёнки.

## История
Изначально Верхочепецким монастырем в конце XVII был основан починок На Большом Поломе. В 1678 году учтено 2 двора, в 1764 году 31 житель. В 1873 году отмечено дворов 22 и жителей 217, в 1905 39 и 300, в 1926  63 и 337, в 1950 57 и 213. В 1989 году учтено 209 жителей. В деревне работает сельхозартель «Юсово». До 2020 года входила в Фалёнское городское поселение, ныне непосредственно в составе Фалёнского района.

## Население
Постоянное население  составляло 203 человек (русские 95%) в 2002 году, 130 в 2010.